# Ixtlahuaca
Ixtlahuaca è un comune del Messico, situato nello stato di Messico, il cui capoluogo è la località di Ixtlahuaca de Rayón.
Conta 153.184 abitanti (2015) e ha un'estensione di 336,49 km².